# Мондок, Иван Ильич
Иван Ильич Мондок (укр. Іван Ілліч Мондок; 21 мая 1893, Русский Грабовец, Австро-Венгрия — 8 декабря 1937, СССР) — деятель коммунистического движения в Закарпатье.

## Биография

### Ранние годы
Родился в русинском селе Русский Грабовец (ныне в Восточной Словакии, близ границы с Украиной). Сын учителя, его предки были родом с Перечинщины, а в Грабовце семья находилась на заработках. После окончания начальной (народной) школы в родном селе учился в Ужгороде, где получил среднее образование в горожанской школе. В 1910 году поступил в Ужгородскую учительскую семинарию, однако в 1913 году был исключён за связи с левыми организациями. В течение 1913—1915 годов работал школьным учителем в селе Убля (ныне также в Словакии). Одновременно был сельским нотариусом.
С декабря 1915 года был призван на военную службу в австро-венгерской армии, в составе которой участвовал в Первой мировой войне. В июне 1916 года сдался в плен на русском фронте, за что был заочно приговорён к смерти австро-венгерским трибуналом. Во время пребывания в лагере военнопленных в Астрахани попал под влияние агитационной кампании против российского самодержавия и затем теснее познакомился с большевистскими идеями.

### Революции в России и Венгрии
В конце 1917 года вступил в ряды Российской социал-демократической рабочей партии (большевиков) и стал добровольцем Красной гвардии, участвовал в установлении советской власти в Астрахани. В 1918 году приезжал в Москву, где участвовал в 1-м Всероссийском съезде коммунистов-революционеров. Здесь он познакомился с лидерами венгерских коммунистов Белой Куном и Тибором Самуэли и стал активистом Венгерской коммунистической секции при ЦК РКП(б). В сентябре 1918 года был слушателем Московской школы венгерских пропагандистов.
После распада империи Габсбургов и революции в Венгрии его 9 ноября 1918 года направили работать на родине. Участвовал в создании Коммунистической партии Венгрии. В январе 1919 года вновь ездил в Москву за консультациями.
Во время Венгерской советской республики входил в Будапеште в секретариат группы коммунистов Руськой Краины, действовавший при ЦК Социалистической партии Венгрии, образовавшейся в результате объединения коммунистов с социал-демократами. Вместе с Эрнё Сайдлером возглавлял этот Руськокрайнянский партийный комитет. Также развернул деятельность по созданию партийных ячеек на территории тогдашней Карпатской Руси. Стал командиром, а затем — политическим комиссаром Русинской дивизию венгерской Красной гвардии. Однако после падения советской власти в Венгрии, как и многие другие активные деятели ВСР, был вынужден эмигрировать в Австрию.

### Коммунист в Чехословакии
Вернувшись 1920 году в присоединённое к Чехословакии Закарпатье, стал одним из лидеров новой Международной социалистической партии Подкарпатской Руси, входил в её ЦК от города Мукачево, занимал пост секретаря. Основал и редактировал газету «Правда» (выходила с 30 апреля 1920 года), позже — «Календарь „Карпатской Правды“».
После образования Подкарпатского краевого комитета Коммунистической партии Чехословакии (КПЧ) он оставался на руководящих должностях политической организации, был её секретарём, в 1923—1929 годах — членом ЦК КПЧ. В 1924 году избран депутатом чехословацкого парламента от Компартии Чехословакии, переизбран на парламентских выборах 1925 года.
Был делегатом IХ съезда Коммунистической партии (большевиков) Украины (декабрь 1925), Шестого Конгресса Коминтерна (1928) и членом Международной контрольной комиссии Исполкома Коминтерна. По приглашению наркома образования Советской Украины Николая Скрыпника посещал Харьков в марте и летом 1927 года.
Иван придерживался украинофильской просоветской ориентации. Со сворачиванием политики коренизации в СССР и приходом к власти в КПЧ Клемента Готвальда на 9-й краевой партконференции в 1929 году был подвергнут критике за «неправильное понимание национального вопроса» и уволен с должности редактора «Карпатской правды». Взамен он некоторое время возглавлял крайком профсоюзов, затем редактировал венгерскоязычное краевое партийное издание «Мункаш уйшаг», а также возглавлял Ужгородский и Перечинский окружкомы КПЧ.

### Жертва репрессий
В Чехословакии подвергся преследованиям за «антигосударственную деятельность». Отсидев в 1930 году три месяца за организацию демонстрации протеста, получил известия, что на него вновь открыты дела, грозившие 5-10 годами заключения. Поэтому по рекомендации от ЦК КПЧ он нелегально, через Берлин и Ригу, выехал в СССР, где получил паспорт на имя Ивана Графа. Стал аспирантом Харьковского института красной профессуры. Пытался поддерживать тесные связи с закарпатскими коммунистами, способствовал организации местных партийных кадров для обучения в СССР.
3 ноября 1933 года в Харькове Иван Мондок был арестован органами советских спецслужб и обвинён в сотрудничестве с «Украинской военной организацией» и «шпионаже в пользу чешской разведки», за что решением судебной тройки при Коллегии ГПУ УССР 28 февраля 1934 года осуждён по ст. 54-11 Уголовного кодекса УССР на 5 лет исправительно-трудовых лагерей. На XIII пленуме ИККИ в декабре 1933 года ему были выставлены политические обвинения в «сотрудничестве с классовым врагом». Ему инкриминировали связи по линии «Украинской войсковой организации».
Поначалу его направили на строительство канала Москва-Волга, де он даже имел возможность работать по специальности в газете, но затем этапировали на лесоповал в Архангельскую область, где он тяжело заболел. Дальнейшее наказание с февраля 1936 года отбывал в Соловецкой тюрьме. Впоследствии решением судебной тройки Управления НКВД Ленинградской области от 25 ноября 1937 года приговорён по ст. 58-10-11 к высшей мере наказания — смертной казни. Расстрелян 8 декабря 1937 года. Вероятное место расстрела и погребения — район Лодейнопольского лагпункта. После длительных ходатайств своей вдовы, Феодосии Керечинской, Мондок был посмертно реабилитирован 9 июля 1957 года.